# Kalle Blomkvist och Rasmus
Kalle Blomkvist och Rasmus är en roman av Astrid Lindgren. Det är den tredje och sista boken om Kalle Blomkvist och hans vänner.
När romanen publicerades 1953 var kalla kriget i full gång. Professorns upptäckt av ogenomtränglig lättmetall har stor betydelse för krigsindustrin och kidnapparnas motiv är inte främst ekonomiska utan politiska. Kidnapparen Nicke förklarar att han tidigare kunde göra vad som helst för "saken" och att allt var rätt som kunde främja "saken". Ingenjör Peters hotar honom: "Jag behöver väl inte påminna dej om hur det går för såna som försöker hoppa av?" Vidare framgår att professorn och Rasmus ska föras till "utlandet". Vilket land detta är eller vad "saken" består av klargörs aldrig men detta land verkar ligga på andra sidan havet.

## Handling
Det är sommarlov och i Lillköping går striden mellan Röda och Vita Rosen vidare. 
Precis nedanför slottsruinen utanför staden ligger Eklunds gamla villa och när Anders, Kalle och Eva-Lotta passerar förbi en dag får de se en liten pojke. Rasmus heter denne 5-åring som de börjar prata med. Han bor där med sin pappa över sommaren. Pojkens pappa är professor Rasmusson och denne kommer strax ut och berättar att han uppfunnit ett sätt att göra lättmetall ogenomtränglig.
Vid midnatt blir det en lekfull strid mellan Röda och Vita Rosen uppe vid slottsruinen. Anders blir jagad av Sixten ut på murkrönet och håller på att ramla ned och slå ihjäl sig innan de andra hittar ett rep och lyckas rädda honom.
Det är mitt i natten när de går hem igen och passerar Eklunds villa. Plötsligt hör de en bil och två män dyker upp som bryter sig in i huset. Den ene kommer ut med Rasmus som sover och lägger honom i bilen. Han återvänder snart. Eva-Lotta får då infallet att röva tillbaka Rasmus medan de två männen är inne i huset. Bilen bevakas av en tredje man men Eva-Lotta lyckas smyga sig in i baksätet. De två första männen kommer snart ut ur huset med en vilt sparkande professor. De kastar in honom i bilen och kör iväg. De upptäcker snabbt Eva-Lotta men istället för att kasta ut henne får hon följa med.
Under bilfärden kastar Eva-Lotta omärkligt ut bullbitar och pappersbitar för att Anders och Kalle ska kunna följa efter. De hittar professorns motorcykel och följer efter. Färden går ut till en brygga vid havet. 100 meter utanför bryggan ligger en ö dit kidnapparna uppenbarligen tagit professorn, Rasmus och Eva-Lotta.
Anders och Kalle simmar över. Rasmus och Eva-Lotta har låsts in i en stuga och professorn sitter i en annan stuga. På ön får professorn och Rasmus träffa ingenjör Peters som kräver att professorn avslöjar tillverkningssättet för lättmetallen men professorn vägrar. Rasmus gillar kidnapparen Nicke som fixar maten åt dem och de två blir snabbt goda vänner. De två andra kidnapparna heter Blom och Svanberg.
Kalle smyger bort till professorns stuga och berättar att han och Anders finns på ön. Professorn är rädd att Rasmus, som vet var de viktiga papperna finns, ska försäga sig. Precis när han ska berätta var han gömt dem så att Kalle och Anders kan gömma dem på ett bättre ställe dyker ingenjör Peters upp. Kalle står tryckt mot stugans vägg på en avsats men när han plötsligt ramlar hör Peters det. Nicke och Blom har ficklampor och börjar leta efter vad ljudet kom ifrån. Kalle och Anders lyckas gömma sig under en gran.
Nästa dag kommer ingenjör Peters in till Rasmus & Eva-Lotta. När han frågar Rasmus var papperna finns berättar Rasmus att han inte tänker berätta att pappa gömt dem bakom böckerna. Ingenjör Peters bestämmer att de ska hämta papperen genast.
Strax efteråt ställer sig Eva-Lotta vid fönstret och sjunger en indiansk kärlekssång. Det är vad hon säger till kidnapparen Nicke men egentligen är det rövarspråket: Kalle och Anders måste rädda de hemliga papperen. De hör ropet, stjäl en båt, ror över till fastlandet och kör i full fart med motorcykeln tillbaka till professorns villa.
Precis när de hittar dokumenten kommer kidnapparna. Ingenjör Peters är beväpnad och skjuter efter dem när Kalle och Anders i full fart springer stigen ned mot Lillköping. Som tur är springer de rakt på konstapel Björk men då har kidnapparna redan försvunnit.
På ön får Eva-Lotta och Rasmus veta att ingenjör Peters är mycket arg på två pojkar som stal dokumenten. Nicke berättar att det imorgon kväll kommer ett pontonflygplan som ska föra professorn och Rasmus till utlandet.
Efter mycket tjat tillåter Nicke att Eva-Lotta och Rasmus får bada men i ett obevakat ögonblick rymmer de ut i skogen. De irrar länge runt utan att hitta kojan som Anders och Kalle byggt och allt verkar hopplöst innan plötsligt Kalle står framför dem. De har återvänt till ön men tagit med sig massor av mat och sovsäckar. Eftersom det redan är mörkt bestämmer de sig för att lämna ön på morgonen efter.
På morgonen är de klara att lämna ön när kidnapparna hittar dem. Ungdomarna blir snabbt övermannade, binds ihop och förs tillbaka till stugan. Anders och Kalle förhörs av en mycket arg ingenjör Peters som kräver att få veta var de gömt dokumenten. När Peters griper tag i Anders och skakar om honom säger lille Rasmus att det bara är Kalle som vet var dokumenten finns. Peters vänder sig då till Kalle och ger honom 1 timme att avslöja gömstället, annars kommer något mycket hemskt att hända.
Peters går därifrån och när Nicke en stund senare kommer med maten, anfaller alla honom och Kalle kan fly. Rasmus låser dörren inifrån och kastar ut nyckeln genom fönstret. Medan Nicke skriker i högan sky att han blivit inlåst hittar Kalle nyckeln och gömmer sig sedan under stugan. När allt har lugnat ned sig låser han upp dörren till stugan och gömmer sig därinne hos de andra.
När det har mörknat smyger Kalle omkring bland husen. Han avlyssnar när Blom säger åt ingenjör Peters att planet kommer klockan 7 nästa morgon och förstår då att det finns en radiosändare. Han smyger in och sänder ett hjälpmeddelande precis innan han blir nedslagen av Peters.
Nästa morgon kommer Peters och hämtar Rasmus. Kalle har kvar nyckeln och strax efteråt låser de upp dörren och ser när Rasmus och hans pappa förs till utlandet. Peters bär ned den vilt skrikande och kämpande Rasmus till planet. Rasmus skriker på hjälp och då får Peters ett knytnävsslag i ansiktet av Nicke som springer till skogs med Rasmus. Peters, Blom och Svanberg springer snart efter och Peters skjuter ned honom.
När piloten följer jakten, lånar Kalle Anders kniv och skär sönder planets ena ponton innan bovarna kommer tillbaka. Piloten försöker att lyfta planet men kan inte och den trasiga pontonen gör att planet tippar över och sjunker.
Bovarna (och professorn) lyckas rädda sig ut ur planet men blir upplockade av två polisbåtar. Konstapel Björk är med och kan berätta att en radioamatör hörde Kalles hjälpmeddelande. Ingenjör Peters, Valter Sigfrid Stanislaus Peters, är en känd spion som polisen försökt gripa länge.
Kidnapparen Nicke är svårt skottskadad men förs snabbt till sjukhus. Några dagar senare blir Rasmus dubbad till den fjärde medlemmen i Vita Rosen.

## Tolkningar
Boken har filmatiserats två gånger :
- Mästerdetektiven och Rasmus (1953)
- Kalle Blomkvist och Rasmus (1997)